# Walter Sisulu
Walter Max Ulyate Sisulu (18 de mayo de 1912- 5 de mayo de 2003) fue un activista sudafricano contra el apartheid. Nació en Engcobo de la región Transkei.
Walter Sisulu (1912-2003), político sudafricano, dirigente del Congreso Nacional Africano (CNA). Fue uno de los más significados luchadores contra el apartheid, la política de segregación racial vigente en la República de Sudáfrica desde 1948 hasta 1994. 
Nacido en Engcobo, cursó sus estudios primarios en una escuela misionera anglicana. Posteriormente ejerció diversos oficios, como minero, panadero y agente inmobiliario. Afiliado al CNA desde 1940, cuatro años después participó en la fundación de la rama juvenil de dicha organización junto a Nelson Mandela, Oliver Tambo y Anton Lembede. En 1949 se convirtió en secretario general del CNA, cargo en el que permaneció hasta 1954 y en cuyo desempeño promovió la campaña de desobediencia civil contra el apartheid de 1952. Su actividad política le supuso numerosas detenciones y, así, fue una de las 156 personas acusadas de traición por el gobierno en 1956. Aunque fue absuelto en 1961, un año después de que el CNA fuera ilegalizado, tanto Sisulu como otros de sus líderes sufrieron nuevos arrestos y una constante persecución por parte de las autoridades. En la clandestinidad desde 1963, en julio de ese año fue detenido por su pertenencia a la rama militar del CNA, llamada Umkhonto we Sizwe (Lanza de la Nación) y que había sido creada en junio de 1961. Sisulu y otros siete miembros del CNA(entre ellos, Mandela) fueron condenados a cadena perpetua en 1964 en el famoso juicio de Rivonia. 
Ingresó en la prisión de máxima seguridad de la isla de Robben (próxima a la Ciudad de El Cabo) y permaneció encarcelado durante los siguientes 26 años. La liberación de Sisulu y de otros presos políticos se produjo en octubre de 1989, en el que constituyó un gesto aperturista del gobierno de Frederik de Klerk, cada vez más presionado en el contexto internacional. En febrero de 1990 llegaron la excarcelación de Mandela y la legalización del CNA, del que Sisulu pasó a ser vicepresidente en 1991. Su esposa Albertina y su hijo Zwelakhe también fueron activistas políticos comprometidos en la misma lucha. Falleció el 5 de mayo de 2003 en Johannesburgo, Sudáfrica.
- Datos: Q440490
- Multimedia: Walter Sisulu / Q440490